# Heterospilus micronesianus
Heterospilus micronesianus är en stekelart som beskrevs av Sergey A. Belokobylskij och Maeto 2008. Heterospilus micronesianus ingår i släktet Heterospilus och familjen bracksteklar. Inga underarter finns listade i Catalogue of Life.